# Thoropa saxatilis
Thoropa saxatilis é uma espécie de anfíbio da família Cycloramphidae.

## Distribuição
Esta espécie é endêmica do Brasil, onde é encontrada nos estados de Santa Catarina e Rio Grande do Sul. Ocorre no Parque Nacional de Aparados da Serra e no Parque Nacional da Serra Geral.